# خون‌آشام: مرثیه
الگو:Infobox RPG
خون آشام: مرثیه (انگلیسی: Vampire: The Requiem) یک بازی نقش‌آفرینی است که در سال ۲۰۰۴ نخستین نسخه از آن منتشر شد.